# الخوالي (مسلسل)
الخوالي مسلسل تلفزيوني سوري من مسلسلات البيئة الشامية. أنتج وعرض في العام 2000، من تأليف أحمد حامد، ومعالجة درامية لنجاح المرادي وإخراج بسام الملا.

## قصة المسلسل
يعود تاريخ الأحداث المسلسلة إلى أواخر الحكم العثماني لسوريا (أواخر تسعينيات القرن التاسع عشر وبداية القرن العشرين). يحكي المسلسل قصة رجل (نصار) الذي ماتت زوجته أثناء الولادة لأن والدته ذهبت إلى منزل عائلة أبو هاشم البارزة في الحي لمساعدة أم هاشم في ولادة طفلها. عندما سمع أبو هاشم عن ولادة الطفل الذكر، وعد الله أنه سيذهب سيرا على الأقدام إلى الحج عندما يبلغ ابنه سن السابعة. تمر السنوات ويصبح الطفل في السابعة من عمره ويستعد بعض سكان الحي للذهاب إلى الحج، بما في ذلك نصار ووالدته. نصار الذي يريد أن يتقدم لابنة أبو هاشم (لطفية) قبل الذهاب للحج، يعتقد أن والدها يؤخر المسألة لأنه يرفض نصار. يدخل نصار في عراك مع عمال المخبز عندما يتدخل لحماية صبي يتيم (رضا). ويودع السجن لمدة يومين يتعرض خلالها لسوء المعاملة. في عيد ميلاد هاشم السابع، يقيم والده حفلة عيد ميلاد ويدعو غالبية سكان الحي إلى منزله وكذلك رئيس قسم الشرطة (اليوزباشي حلمي). عندما يخرج نصار من السجن، يضع نصب عينيه الانتقام من رئيس قسم الشرطة. يذهب نصار إلى الاحتفال حيث يطلق الرصاص على قائد الشرطة ولكن رصاصة تصيب هاشم في صدره. نصار على الفور هرب ويلتقي مع صياح، وهو رجل آخر مطلوب. يذهب صياح ونصار إلى المقبرة للاختباء ويصبحان أصدقاء. يتم إنقاذ هاشم من قبل خاله الطبيب. يذهب الحجاج في رحلتهم الطويلة إلى مكة كما هو مخطط لها على الرغم من إصابة هاشم. يطلب نصار مقابلة عرفة من أجل مقابلة والدته. ويسمع كركر، وهو مخبر يعمل لدى رئيس الشرطة، أن عرفة قد التقى بنصار أثناء حديثه مع صديقه. يتم اعتقال عرفة، ويُجبر على إخبار مركز الشرطة حيث يوجد نصار. تذهب الشرطة إلى المقبرة ويبدأ إطلاق نار كثيف. يتم قتل صياح لكن عرفة الذي يصاب بجرح ونصار يتمكنان من الهرب. نصار وعرفة سوف ينتهي بهم الأمر في بستان. وتتبع الأحداث ويحكم على نصار بالموت وعرفة بالسجن خمس سنوات بعد تلفيق تهمة محاولة قتل الوالي لنصار. بعد أيام من المبيت في العراء وصلوا إلى رجل شهم (أبو جواد) يعيش مع عائلته في دوما. لأن نصار يريد مقابلة والدته قبل الذهاب إلى فلسطين. يذهب جواد إلى الشاغور لإحضار والدة نصار إلى دوما، لكن جواد يتم القبض عليه بعد الاشتباه به. تستمر المشاكل على نصار ويبدأ البحث عن جواد. يخطف نصار كركر ليشهد على مكان جواد ويعترف له لكنه قتل عندما حاول كركر قتل نديم شقيق جواد. ثم يحرق نصار المخبز لصرف انتباه قوة الشرطة أثناء دخوله إلى المخفر للبحث عن جواد. يفشل في العثور عليه وأطلق سراح بعض السجناء بدلا من ذلك. يعود نصار وعرفة إلى المغار الذي أقاموا فيه. بعض الشباب ينضمون إليهم، وتبين أنهم هم الذين أطلق سراحهم. نصار يطلب المساعدة من طالب الذي يعمل لدى أبو هاشم في متجر للعطور. ويطلب من طالب بالدخول إلى سجن الحكمدارية بمساعدة السائق الخاص لنائب الوالي (الحكم دار).
فشل طالب في مقابلة جواد في السجن لكنه تلقى معلومات بأنه لا يزال على قيد الحياة. خلال رحيله يتم اكتشاف أمره ويهرب إلى مغار نصار للانضمام إلى مجموعته. في غضون ذلك، أبلغ حنا وهو أحد زملاء نصار عن وصول شحنة من القمح من حماة. ثم تنصب المجموعة كمينا للجيش الذي سيؤمن وصول الشحنة. يأخذ نصار وجماعته معظم القمح بعد معركة شرسة قتل فيها طالب. بعد ذلك، ذهب خال نصار لزيارته بعد أن أرسل له مالك البستان (أبو علي) حيث أقام أولاً. يعهد نصار عمه بمهمة البحث عن جواد. يصدر الوالي قرارًا بحظر امتلاك القمح في المنازل أو المحلات التجارية حتى عودة القمح المسروق من قبل نصار. ينتشر العوز بين سكان الشاغور نتيجة لذلك. عندما سمع نصار بذلك يستعد لتوزيع القمح على سكان الحي في الوسائد في النهار والليل. أبو صلحي، عم نصار يتم اكتشافه بأنه يهرب القمح بعد العثور على البذور بجانب متجره. يتم سجنه وضربه بشدة من قبل الشرطة. أطلق نصار غارة على مركز الشرطة ويبدأ إطلاق نار كثيف. ونتيجة للضرب القاسي، يُقتل خال نصار في السجن. في وقت لاحق، يتم اختطاف اثنين من كبار ضباط الشرطة للحصول على اعتراف حول مكان وجود جواد، لكن يبدو أنهما لا يعرفان مكانه. بعد أن يوشك الحجاج على العودة، ينوي الوالي إقامة مأدبة غداء بمناسبة عودتهم ويذهب ضابط شرطة (عمران) إلى المخزن لجلب الطعام ولكن يلاحظ وجود سجن مخفي داخل المتجر. ثم يذهب الشرطي ليخبر الحلاق أبو حسني أنه يشك في أن جواد قد يكون في ذلك السجن. يصل الخبر إلى نصار ويبدأ في التحضير لتهريب صديقه جواد. ينطلق نصار مع إخوان جواد ويتنكرون بزي الشرطة. وقد نجحوا في العثور على جواد، ويعود هو وشقيقاه إلى دوما. لكن نصار يتورط في اشتباك مع الشرطة، كما أن الشرطي الذي ساعده يصاب بجروح. يقع نصار في الأسر وتبدأ الاستعدادات لإعدامه في اليوم التالي لتجنب هروبه. عندما لا يعود نصار إلى المغارة أبدًا، يبدأ أصدقاؤه بالقلق ويعلمون أنه أصبح سجينًا. يجمعون الرجال من مناطق مختلفة في الشام لإنقاذ نصار من المشنقة. الحزن يسود الشاغور بسبب مصير نصار. ومع ذلك، أثناء بدء الإعدام، اندلعت ثورة بين السكان المحليين وقوات الشرطة بحضور نائب الحاكم ورئيس الشرطة. وينتهي المسلسل بوفاة نائب الحاكم ورئيس الشرطة حلمي وبقاء نصار حياً.

## الشخصيات
| الممثل            | الشخصية        | معلومات                                                                                             |
| ----------------- | -------------- | --------------------------------------------------------------------------------------------------- |
| عبد الرحمن آل رشي | أبو جواد       | والد جواد                                                                                           |
| بسام كوسا         | نصار ابن عريبي | البطل الثائر الرجل السوري الذي عاش أيامه في الحارات الدمشقية القديمة وبسبب الظلم انقلب إلى شخص آخر. |
| سليم صبري         | أبو هاشم       | بائع عطورات ويذهب إلى الحج مع ابنه هاشم                                                             |
| ناجي جبر          | صياح           | يُقتل من قبل الباش شاويش فرهود                                                                       |
| صباح جزائري       | أم هاشم        | زوجة أبو هاشم وأم لطفية                                                                             |
| أمل عرفة          | لطفية          | بنت أبو هاشم وحبيبة نصار وزوجته في نهاية المسلسل                                                    |
| سليم كلاس         | أبو حسني       | حلاق الحارة وهو شقيق أم هاشم                                                                        |
| عصام عبه جي       | أبو صلحي       | خال نصار ابن عريبي                                                                                  |
| هالة شوكت         | أم نصار        | والدة نصار ابن عريبي                                                                                |
| حسام الشاه        | عرفة           | صديق وثائر مع نصارالعريبي وكان يعمل عند اللحام أبو حرب                                              |
| ميلاد يوسف        | طالب           | صديق وثائر مع نصار العريبي ويقتل من قبل اليوز باشي                                                  |
| قاسم ملحو         | حنّا            | ثائر مسيحي مع نصار العريبي وقد انضم إلى نصار هو والكثير من الشباب                                   |
| محمد حداقي        | حسن            | ثائر مع نصار العريبي وقد انضم إلى نصار                                                              |
| علي كريم          | اليوزباشي      | رئيس المخفر وهو رجل جبان                                                                            |
| عادل علي          | الوالي         | والي الشام                                                                                          |
| ندين تحسين بيك    | فهمية          | بنت أبو هاشم                                                                                        |
| غزوان الصفدي      | جواد           | يمضي جواد متنكراً قبل عرسه بيومين ليسأل عن أم نصار ويبلغها تحيات ابنها فيقبض عليه                    |
| فادي الشامي       | رضا            | طفل يتيم في حارة نصار ويُقتل من قبل الباش شاويش فرهود                                                |
| أيمن رضا          | كركر           | اجير الفرن وينقل اخبار الحارة إلى اليوزباشي                                                         |
| رامز عطا الله     | فرهود          | باش شاويش الكركون                                                                                   |
| محمد الشماط       | أبو جمعة       | يمتلك نصف الفرن وشريك اليوزباشي                                                                     |